# Фінансовий потенціал
Фінансовий потенціал — це сукупність фінансових ресурсів, можливостей та здатностей суб’єкта господарювання ефективно залучати, розподіляти та використовувати фінансові засоби для досягнення стратегічних і тактичних цілей розвитку. Це поняття є ключовим у забезпеченні стійкості, конкурентоспроможності та інвестиційної привабливості підприємства або економічної системи загалом.

## Сутність і визначення
Фінансовий потенціал найчастіше розглядається як складова частина економічного потенціалу підприємства. Рідше фінансовий потенціал досліджується як окрема категорія. Тому зміст фінансового потенціалу остаточно не визначено.
У науковій літературі фінансовий потенціал часто визначається як сукупність фінансових ресурсів та виробничих можливостей підприємства, поєднання яких здатне забезпечити прийнятий стратегічний напрям розвитку суб’єкта господарювання.

## Структура фінансового потенціалу
Фінансовий потенціал є багатокомпонентним утворенням, яке включає:
- Власні фінансові ресурси: статутний капітал, нерозподілений прибуток.
- Залучені ресурси: позики, кредити, інвестиції.
- Фінансові інструменти: цінні папери, деривативи.
- Фінансові потоки: грошові надходження та витрати.
- Фінансові можливості: здатність до інвестування, кредитування, диверсифікації.

Ці компоненти взаємодіють з іншими елементами економічного потенціалу, такими як виробничий, ресурсний, інвестиційно-інноваційний та маркетинговий потенціали.

## Функції фінансового потенціалу
Фінансовий потенціал виконує низку важливих функцій:
- Ресурсозабезпечувальна: забезпечення підприємства необхідними фінансовими ресурсами для здійснення господарської діяльності.
- Перерозподільча: розподіл фінансових ресурсів між різними напрямками діяльності підприємства.
- Стимулююча: сприяння розвитку підприємства через фінансування інновацій та модернізації.
- Інформаційно-аналітична: надання інформації для прийняття управлінських рішень.
- Цілереалізаційна: забезпечення досягнення стратегічних цілей підприємства.[1]

## Методи оцінювання
Оцінка фінансового потенціалу є важливою складовою управління підприємством. Основні методи оцінювання включають:
- Ресурсний підхід: аналіз наявних фінансових ресурсів підприємства.
- Результативний підхід: оцінка фінансових результатів діяльності підприємства.
- Факторний підхід: дослідження факторів, що впливають на фінансовий потенціал.
- Вартісний підхід: визначення обсягу фінансового потенціалу у вартісних показниках.
- Порівняльний підхід: порівняння фінансового потенціалу з іншими підприємствами.
- Експертно-бальний підхід: оцінка рівня фінансового потенціалу на основі експертних оцінок.
- Рейтинговий підхід: складання рейтингу підприємств на основі показників фінансового потенціалу.[3]

Також використовуються різні фінансові показники, такі як ліквідність, платоспроможність, фінансова стійкість, рентабельність та інші.

## Управління фінансовим потенціалом
Ефективне управління фінансовим потенціалом передбачає:
- Планування: визначення потреб у фінансових ресурсах та шляхів їх забезпечення.
- Організацію: створення структур та процесів для ефективного використання фінансів.
- Контроль: моніторинг фінансових показників та коригування діяльності.
- Аналіз: оцінка ефективності використання фінансових ресурсів.

Управління фінансовим потенціалом сприяє забезпеченню фінансової стабільності, підвищенню конкурентоспроможності та досягненню стратегічних цілей підприємства.

## Фінансовий потенціал у макроекономіці
На макроекономічному рівні фінансовий потенціал характеризує здатність держави або регіону мобілізувати та ефективно використовувати фінансові ресурси для забезпечення економічного зростання, соціального розвитку та стабільності. Це включає:
- Бюджетну систему: здатність формувати та виконувати державний бюджет.
- Фінансові інститути: розвиненість банківської системи, фондового ринку та інших фінансових установ.
- Інвестиційний клімат: привабливість країни для внутрішніх та зовнішніх інвесторів.
- Фінансову стабільність: здатність протистояти фінансовим кризам та забезпечувати стабільність національної валюти.

Фінансовий потенціал держави є ключовим фактором її економічної безпеки та суверенітету.